# Kazuo Homma
Kazuo Homma (jap. 本間 和生 Homma Kazuo; ur. 17 marca 1980 w Jokohamie) – japoński piłkarz występujący na pozycji środkowego napastnika w bhutańskim klubie Paro FC.

## Kariera
Wychowanek Omiya Higashi High School. W roku 1998 rozpoczął profesjonalną karierę piłkarską, podpisując kontrakt z Koshigaya FC. Po roku, 18-letni wówczas zawodnik, opuścił Koshigayę FC, by dołączyć do Thespa Kusatsu. W drużynie z J2 League przebywał tylko przez rok, gdyż zainteresowała się nim Mačva Šabac, z drugiej ligi Serbii i Czarnogóry. W Mačvie pozostał przez 2 lata, po czym przeniósł się na Węgry, do drugoligowego SZEOL SC, stając się pierwszym japońskim piłkarzem w węgierskiej lidze. Zdobył 9 bramek w 12 meczach w drugiej lidze, przyciągając uwagę Lombardu Pápa, który grał w Nemzeti Bajnokság I. W Pápie nie odniósł sukcesu, zdobywając zaledwie 4 bramki w 28 meczach. Mimo że Lombard Pápa został spadł z ligi w sezonie 2005/2006, Homma po jednej rundzie powrócił do pierwszej ligi, podpisując kontrakt z Diósgyőri VTK.
Do Diósgyőri trafił w styczniu 2008 i w większości meczów wychodził jako zawodnik pierwszego składu. W sezonie 2007/2008 grał jako środkowy napastnik, ale w następnym został przesunięty na lewe skrzydło, co wyjaśnia mniejszą ilość bramek. Japoński zawodnik stał się ulubieńcem publiczności w Miszkolcu, ale został zmuszony do odejścia w 2009 roku. Technicznie uzdolniony zawodnik pozostał na Węgrzech, decydując się na grę w Nyíregyháza Spartacus. Na sezon 2010/2011 został wypożyczony do beniaminka BFC Siófok. W lipcu 2011 trafił do Vasas FC, ale z klubu odszedł już po miesiącu i rozegraniu 5 meczów. Od sierpnia do października pozostawał bez klubu, a następnie związał się z najbardziej utytułowanym węgierskim klubem Ferencvárosi TC. W stołecznym klubie nie rozegrał ani jednego spotkania i jedynie raz zdołał wywalczyć miejsce w meczowej „osiemnastce”, 20 października 2011, w meczu 16. kolejki NB I przeciwko Kaposvári Rákóczi. Ostatnim klubem Hommy na Węgrzech był Veszprém FC w sezonie 2012/2013 (Nemzeti Bajnokság II).
17 stycznia 2014 podpisał kontrakt z laotańskim Lao Toyota. W pierwszym sezonie został królem strzelców Lao Premier League, strzelając 29 bramek w 18 z 19 meczów w których wystąpił. W Lao Toyota grał do końca 2020, zdobywając pięć razy koronę króla strzelców i pięć mistrzostw Laosu. Następnie, po półrocznym poszukiwaniu klubu, 41-letni ówcześnie napastnik, 17 lipca 2021 podpisał jednoroczny kontrakt z tajskim Samut Prakan FC.

## Sukcesy

### Klubowe
Lao Toyota
- Mistrzostwo Laosu: 2015, 2017, 2018, 2019, 2020
- Zdobywca Pucharu Laosu: 2019

### Indywidualne
- Król strzelców Lao Premier League: 2014 (29 bramek)[8], 2015 (19 bramek)[11], 2017 (15 bramek)[12], 2018 (19 bramek)[13], 2019 (14 bramek)[9]